# Aridarum crassum
Aridarum crassum là một loài thực vật có hoa trong họ Ráy (Araceae). Loài này được S.Y.Wong & P.C.Boyce mô tả khoa học đầu tiên năm 2007.